# Umatilla (Oregon)
Umatilla é uma cidade localizada no estado norte-americano de Oregon, no Condado de Umatilla.

## Demografia
Segundo o censo norte-americano de 2000, a sua população era de 4978 habitantes.
Em 2006, foi estimada uma população de 5350, um aumento de 372 (7.5%).

## Geografia
De acordo com o United States Census Bureau tem uma área de
9,6 km², dos quais 9,1 km² cobertos por terra e 0,5 km² cobertos por água. Umatilla localiza-se a aproximadamente 147 m acima do nível do mar.

## Localidades na vizinhança
O diagrama seguinte representa as localidades num raio de 32 km ao redor de Umatilla.